# Schützenfest
La schützenfest (lett. "festa del tiro a segno") è una manifestazione tipica tedesca nel corso della quale i partecipanti si sfidano al tiro a segno e svolgono altre attività ludiche e sportive tradizionali.

## Storia
Le schuetzenfest hanno acquisito grande importanza a partire dal 1871, anno dell'unificazione tedesca. Tra le schützenfest degne di menzione vi sono quella di Düsseldorf e quella di Hannover, che sono rispettivamente la più antica e la più grande.